# André Griemert
André Griemert (* 1980 in Bad Oeynhausen) ist ein deutscher Historiker, Lehrer (Studienrat) und Autor von Schulbüchern.

## Leben
Griemert besuchte zunächst die Realschule Süd in Bad Oeynhausen und legte anschließend sein Abitur am dortigen Immanuel-Kant-Gymnasium ab. Sein Studium für das Lehramt an Gymnasien schloss Griemert 2006 mit einer Arbeit zur Lehranstalt Philanthropin in Frankfurt ab. Hierfür erhielt er 2009 den Förderpreis des Rosl und Paul Arnsberg-Preises der Stiftung Polytechnische Gesellschaft. 2012 wurde er an der Philipps-Universität Marburg im Fach Geschichte bei Christoph Kampmann mit der Arbeit  Jüdische Prozesse am Reichshofrat in den Herrschaftsjahren Rudolfs II. und Franz I. Stephan promoviert.
Nach dem zweiten Staatsexamen 2012 wechselte er an die Hohe Landesschule in Hanau, wo er Studienrat und 2013 Fachsprecher für das Fach Politik und Wirtschaft (PoWi) wurde. Zwischen 2015 und 2017 war er am Studienseminar für Gymnasien in Offenbach zuständig für die Ausbildung von Lehrkräften im Vorbereitungsdienst für die Bereiche „PoWi“, „Lehr- und Lernkultur im Unterrichtsfach innovativ gestalten“ (MLLG) und „Unterrichts- und Schulentwicklung mit dem Schwerpunkt Mitgestaltung der Selbstständigkeit von Schule“ (VSMS). Seither ist er mit der Praktikantenausbildung im Rahmen der Schulpraktischen Studien und des Praxissemesters an der Hohen Landesschule beauftragt. Seit 2020 ist er zusätzlich als Fachberater für Berufliche Orientierung am Staatlichen Schulamt für den Main-Kinzig-Kreis tätig. Im Juni 2021 wurde Griemert mit den Obliegenheiten eines Oberstudienrats für den Bereich Berufliche Orientierung an der Hohen Landesschule in Hanau beauftragt. Zusätzlich wurde Griemert als Dozent an die Hessische Lehrkräfteakademie abgeordnet. Seit 2024 ist André Griemert stellvertretender Schulleiter an der Hohen Landesschule.
Seit 2017 erarbeitet Griemert zusammen mit Stefan Prochnow für den Ernst Klett Verlag Schulbücher. Daneben war er auch für den Wochenschau Verlag tätig. Von 2017 bis 2019 war er Lehrbeauftragter an der Universität Wien im Rahmen der Sommerschule Jüdisches Heiliges Römisches Reich des gleichnamigen Projektclusters unter Leitung von Stephan Wendehorst. Seit 2020 ist Griemert als Projektmitarbeiter dem Institut für Rechts- und Verfassungsgeschichte an der Universität Wien zugeordnet.

## Veröffentlichungen
Forschungsarbeiten
- Jüdische Klagen gegen Reichsadelige. Prozesse am Reichshofrat in den Herrschaftsjahren Rudolfs II. und Franz I. Stephan. (bibliothek altes Reich, Bd. 16), De Gruyter Oldenbourg, Berlin/München/Boston/Massachusetts 2014. ISBN 978-3-11-035282-5
- Bürgerliche Bildung für Frankfurter Juden? Das frühe Philanthropin in der Kontroverse um die jüdische Emanzipation. (Wissenschaftliche Beiträge aus dem Tectum Verlag / Geschichtswissenschaften), Tectum Wissenschaftsverlag, Marburg 2010. ISBN 978-3-8288-2400-3
- Die Hohe Landesschule Hanau als Tor zur Welt – Die Akademie-Studenten, ihre Herkunft und ihre Lebenswege. In. Holger Th. Gräf und Markus Laufs (Hg.): Geplante Vielfalt? Kulturelle Verflechtungen in der Neustadt Hanau im 17. und 18. Jahrhundert = Veröffentlichungen der Historischen Kommission für Hessen 96 = Untersuchungen und Materialien zur Verfassungs- und Landesgeschichte 33. Marburg 2025. ISBN 978-3-942225-61-8, S. 203–224.

Schulbücher
- Friedenssicherung als nationale und internationale Herausforderung. (politik.wirtschaft.gesellschaft), Klett Verlag, Stuttgart/Leipzig (für 2019), ISBN 978-3-12-007204-1.
- Chancen und Risiken weltwirtschaftlicher Verflechtungen. (politik.wirtschaft.gesellschaft), Klett Verlag, Stuttgart/Leipzig (für 2019), ISBN 978-3-12-007203-4.
- Soziale Marktwirtschaft zwischen Anspruch und Wirklichkeit. (politik.wirtschaft.gesellschaft), Klett Verlag, Stuttgart/Leipzig 2019, ISBN 978-3-12-007205-8.
- Politische Partizipation zwischen Anspruch und Wirklichkeit. (politik.wirtschaft.gesellschaft), Klett Verlag, Stuttgart/Leipzig 2018, ISBN 978-3-12-007202-7.
- Einführungsphase. (politik.wirtschaft.gesellschaft), Klett Verlag, Stuttgart/Leipzig 2018, ISBN 978-3-12-007200-3.
- Demografischer Wandel. Alternde Gesellschaft und Migration im Politikunterricht. (Politik unterrichten), Wochenschau Verlag, Frankfurt am Main 2018, ISBN 978-3-7344-0757-4.